# 違憲審査の方法
ここでは、違憲審査を行う上での方法について論じる。
なお、本記事では日本の裁判所における違憲審査について述べる。

## 違憲審査
違憲審査とは、法令その他の処分が憲法に違反していないか（憲法適合性）を審査し公権的に判断する手続である。
日本では、日本国憲法第81条が「最高裁判所は、一切の法律、命令、規則又は処分が憲法に適合するかしないかを決定する権限を有する終審裁判所である。」と定めていることから、最高裁判所は法令の違憲審査を行う。
また、日本においては、最高裁判所以外の下級裁判所も違憲審査を行う。

### 審査手法の選択

#### 個別に選択される審査手法
まず、違憲審査の対象となる法令その他の処分や、それが制約する権利によっては、歴史的経緯から確立されてきた審査手法が存在するものがある。
- 人格権（憲法第13条）
  - プライバシー権 - 「『宴のあと』事件」判決の3要件
  - 名誉権 - 民事名誉毀損の要件
- 平等原則（憲法第14条） - 合理的な根拠
- 政教分離原則（憲法第20条・第89条） - 目的効果基準（ただし、すでに放棄されたとも言われる）
- 表現の自由（憲法第21条第1項）関連
  - 文面審査 - 明確性の理論・過度の広汎性の理論
  - 表現行為の内容規制 - 「明白かつ現在の危険」の基準
  - 検閲 - 事前抑制禁止の法理
- 集会の自由（憲法第21条第1項）関連
  - 街頭デモ行為 - 「明白かつ現在の危険」の基準
  - 公の施設における集会 - 敵意ある聴衆の法理（「明白かつ現在の危険」の基準の裏返し）

上記のそれぞれの審査手法は基本的に各項目に譲るものとして、ここからは、それ以外の権利への制約に妥当する、より一般的な審査手法について述べる。

#### 一般的な審査手法の確立
法令その他の処分が憲法に違反していないかの判断は、憲法の文言が抽象的であることと、立法権や行政権に対して司法権の敬譲が求められること（後述）から、他の訴訟と同様の審査方法では困難を極める。そこで、各国の司法では、違憲審査の方法論が模索されるようになった。
例えば、法令の違憲審査においては、アメリカ合衆国では付随的・具体的違憲審査制の帰結として審査基準論が、ドイツでは連邦憲法裁判所の集中的な審理のための三段階審査論が、それぞれ確立されてきた。
それに対して、日本の裁判所においては、一貫した審査手法が確立されているとは言い難い。というのも、当初、日本の最高裁判所は、「公共の福祉」一元的外在制約説を背景として、極めて広範な人権の制約を許す、抽象的「公共の福祉」論を採用してきた。その後、利益衡量論や審査基準論によった審査がなされてきたといわれているが、学説上も定まっていない。また、近年では、実は日本の最高裁判所は三段階審査論に近い審査手法を採ってきたとの指摘も散見される。

## 基本的な考え方

### 比例原則
比例原則とは、達成されるべき目的とそのために取られる手段としての権利・利益の制約との間に均衡を要求する原則である。
この原則からすれば、たとえ法令を設けることで得られる利益が大きい、つまり、規定の目的がどれだけ重要であろうと、当該法令により失われる利益がより大きければ、そのような法令は比例原則違反となる。

### 審査の厳格さ
審査の厳格さとは、裁判所がどこまで詳細に立法事実を取り上げて審査するかの度合いである。
一般的に、緩やかに審査が行われると、判断が合憲に傾く。反対に、審査密度が高まる場合は、厳格に審査が行われ、判断は違憲に傾く。
なお、審査の厳格さ、という表現は、三段階審査論においては「審査密度」という言葉で表されるが、その意味するところは微妙に異なる。

#### 合憲性推定の原則
そもそも立法府や、議院内閣制における日本の内閣などの行政府が行った行為については、国民の意思が少なくとも間接的には反映しているものであることから、それを国民の意思を直接反映していない司法府が違憲審査を行い、違憲の疑いがあるものの明らかに違憲であるとまでは断定できない行為について違憲と判断することには、一定の自己抑制が働くべきとされる（司法の自己抑制）。すなわち、民主政の原理、 権力分立原理、司法権の能力の限界を併せ考えれば、裁判所は明白に違憲であると判断した場合以外は違憲判決をせず、問題を民主政の過程（選挙や世論や立法府等による議論）に委ねるのが適当とされ、原則として法令は合憲と推定され、緩やかな（審査密度の低い）審査から出発することになる。

#### 立法裁量論
合憲性推定の原則からすると、立法府には、明白に違憲と判断されるような内容を含まない限りは自由に法令を定められるという裁量、すなわち立法裁量を有することになる。
そして、違憲審査において裁判所が「広範な立法裁量」を認める場合には、極めて緩やかな（審査密度の低い）審査を行うことになる。

##### 実例

###### 「堀木訴訟」上告審判決
例えば、視力障害者であって離婚した後自らの子供を養育する女性が、障害福祉年金と児童扶養手当の併給禁止を定めていた、改正前の児童扶養手当法第4条第3項第3号が、生存権を保障する憲法第25条に違反する違反するかが争われた「堀木訴訟」の上告審判決（最大判昭和57年7月7日民集36巻7号1235頁）は、「立法裁量論」に言及している。
本判決は、憲法第25条第1項にいう「健康で文化的な最低限度の生活」について、「きわめて抽象的・相対的な概念であつて、その具体的内容は、その時々における文化の発達の程度、経済的・社会的条件、一般的な国民生活の状況等との相関関係において判断決定されるべきものであるとともに、右規定を現実の立法として具体化するに当たつては、国の財政事情を無視することができず、また、多方面にわたる複雑多様な、しかも高度の専門技術的な考察とそれに基づいた政策的判断を必要」であると述べ、「具体的にどのような立法措置を講ずるかの選択決定は、立法府の広い裁量にゆだねられており、それが著しく合理性を欠き明らかに裁量の逸脱・濫用と見ざるをえないような場合を除き、裁判所が審査判断するのに適しない」と判示した。
この判決のように、日本における憲法第25条に関係する訴訟では「立法裁量論」が多用され、緩やかな（低密度の）審査がなされ、合憲判決が下されるのが常である（生存権#憲法25条に関する判例も参照）。

## 法令違憲審査の手法

### 利益衡量論
利益衡量論（比較衡量論）とは、人権の制限により得られる利益と、人権の制限がないことで得られる利益やその制限によって失われる利益を比較し、前者が大きい場合には合憲、後者が大きい場合には違憲とする手法である。

#### 審査の過程
この手法は、先述の比例原則をそのまま事案に当てはめる。すなわち、後掲の「全逓東京中郵事件」上告審判決のように、まずは比較衡量すべき利益を定めたうえで、それぞれの利益の大きさを、具体的な事実（司法事実）から算定し、それを天秤の両端に置くようにして比較する。
この手法は、対等の私人間の紛争で、両当事者の利益を比較して解決する個別的衡量の理論（ad hoc balancing）を憲法に適用したものとして説明される。

#### 特徴
利益衡量論では、事件の具体的状況をふまえて対立する利益を衡量し、妥当な結論を導き出そうとするもので、その限りで積極的な意味を持つ。
だが、この手法には、以下の難点がある。
- 比較の対象の選別基準が裁判所の恣意に流れるおそれがある点
- 比較の基準が明確でない点
- 政府側の主張する公益と私人側の権利とを比較すると前者のウェイトが大きくなるきらいがある点

#### 日本の裁判所による採用
日本の裁判所は、1960年代半ばから、利益衡量論にシフトしたと言われている。その後、1970年代には審査基準論の採用を示唆する判例が現れ（後述）、利益衡量論は多用されなくなった。だが、憲法規定が私人間の関係性に引き直されるプライバシー権については比較衡量論がしばしば採用されてきたほか、「孔子廟訴訟」上告審判決のように、従来は他の審査手法（目的効果基準）が用いられてきたはずの権利についても、利益衡量論によったと解される事例が現れている。

##### 実例

###### 「全逓東京中郵事件」上告審判決
例えば、郵政職員の争議行為（ストライキ）を禁止した旧公共企業体等労働関係法第17条第1項が、争議権（団体行動権）を保障する憲法第28条に違反するかが争われた「全逓東京中郵事件」の上告審判決（最大判昭和41年10月26日刑集20巻8号901頁）は、利益衡量論を採用した典型例である。
まず、本判決は、「勤労者の団結権・団体交渉権・争議権等の労働基本権は、すべての勤労者に通じ、その生存権保障の理念に基づいて憲法28条の保障するところであるが、これらの権利であつても、もとより、何らの制約も許されない絶対的なものではないのであつて、国民生活全体の利益の保障という見地からの制約を当然の内在的制約として内包しているものと解釈しなければならない。」と論じつつ、「労働基本権の制限は、労働基本権を尊重確保する必要と国民生活全体の利益を維持増進する必要とを比較衡量して、両者が適正な均衡を保つことを目途として決定すべき」と判示する。
つまり、最高裁判所は、「国民生活全体の利益」を労働基本権の制限により得られる利益とし、また、郵政職員が争議を禁じられることや、争議行為に臨んで処罰を受けることを失われる利益としたのである。
そして、本判決は前者の利益について、「郵便業務についていえば、その業務が独占的なものであり、かつ、国民生活全体との関連性がきわめて強いから、業務の停廃は国民生活に重大な障害をもたらすおそれがあるなど、社会公共に及ぼす影響がきわめて大きい」と指摘し、郵政職員の争議権の制限が「必要な限度をこえない合理的なものであるかぎり、これを違憲無効ということはできない。」とした。その一方で、本判決は後者の利益について、郵政職員は争議行為を禁止される代償として公共企業体等労働委員会によるあつせん、調停および仲裁の制度が設けられていることや、労働条件の向上のために行われる単純不作為の争議行為の場合には刑事制裁の対象とはならないことを挙げる。
これらの要素から、本判決では、労働基本権の制限により得られる利益が、失われる利益を超えるものとして、旧公共企業体等労働関係法第17条第1項の規定は憲法第28条に違反せず合憲と判断した。

###### 「大阪市ヘイトスピーチ条例事件」上告審判決
また、利益衡量論が採用された最近の判例として、「大阪市ヘイトスピーチ条例事件」の上告審判決（最三小判令和4年2月15日民集76巻2号190頁）が挙げられる。
この事件は、「大阪市ヘイトスピーチへの対処に関する条例」が、表現の自由を保障した憲法第21条に違反するかが争われた。
なお、本条例は、一定の表現活動をヘイトスピーチと定義し、市長が当該表現活動に係る「表現の内容の拡散を防止するために必要な措置等」として、以下の措置をとるものとした。
- 看板、掲示物等の撤去要請
- インターネット上の表現についての削除要請
- ヘイトスピーチであるという認識、その事案の概要及び講じた措置の公表

まず、本判決は、「憲法21条1項により保障される表現の自由は、立憲民主政の政治過程にとって不可欠の基本的人権であって、民主主義社会を基礎付ける重要な権利であるものの、無制限に保障されるものではなく、公共の福祉による合理的で必要やむを得ない限度の制限を受けることがある」と論じつつ、この条例が合憲とされるには、この条例の「目的のために制限が必要とされる程度と、制限される自由の内容及び性質、これに加えられる具体的な制限の態様及び程度等を較量して決めるのが相当」と判示する。
この枠組みは、「よど号事件新聞記事抹消事件」上告審判決や「厚生労働省職員国家公務員法違反事件」上告審判決といった先例を踏襲したとされる。そして、これらの先例及び本判決では、単純な利益衡量によったのではなく、本条例による表現の自由の制約により得られる利益と失われる利益を比較して、その制約が「合理的で必要やむを得ない限度」かを判断する、としているのである。これは、学説（主に審査基準論の立場）からの、表現の自由に対する制約の違憲審査にあたっては、その必要最小限度性を実質的に審査しなければならない、という主張に沿ったものと理解される。
さて、本判決は、本条例の目的が「条例ヘイトスピーチの抑止を図ることにある」とし、また、ヘイトスピーチが「人種又は民族に係る特定の属性を理由として特定人等を社会から排除すること等の不当な目的をもって公然と行われるものであって、その内容又は態様において、殊更に当該人種若しくは民族に属する者に対する差別の意識、憎悪等を誘発し若しくは助長するようなものであるか、又はその者の生命、身体等に危害を加えるといった犯罪行為を扇動するようなものである」として、本条例の規制目的は合理的かつ正当であるとした。
また、本条例により「制限される表現活動の内容及び性質は、上記のような過激で悪質性の高い差別的言動を伴うものに限られる上、その制限の態様及び程度においても、事後的に市長による拡散防止措置等の対象となるにとどまる」うえ、「市長は、看板、掲示物等の撤去要請や、インターネット上の表現についての削除要請等を行うことができると解されるものの、当該要請等に応じないものに対する制裁はなく、認識等公表についても、表現活動をしたものの氏名又は名称を特定するための法的強制力を伴う手段は存在しない」として、「表現の自由の制限は、合理的で必要やむを得ない限度にとどまる」と判断した。
これらのことから、本判決では、ヘイトスピーチを規制する利益が、表現の自由の制限に比して、合理的で必要やむを得ない限度にとどまっているとして、本条例は憲法21条1項に違反せず合憲と判断した。

##### 憲法解釈の方法としての「利益衡量」
ここまでは、法令の違憲性の有無を直接に審査する方法としての利益衡量論について論じた。
しかし、これとは別に、審査基準論の「目的-手段審査」や三段階審査論の「正当化」段階において、具体的な結論を出す際に、諸々の要素を考慮する過程も「利益衡量」と表現される（後述）。
また、近年の最高裁判所の判例では、審査基準論のような「目的-手段審査」を終えた後に、別個に利益衡量をするスタイルが定着しているとされる。ただ、これについては、前掲の問題点を回避できないという指摘がなされる。

### 審査基準論
審査基準論（違憲審査基準論）は、権利の性質やその権利への侵害の態様に基づいて分類された事案の類型に応じて違憲審査基準を選択し、その基準に各要素を当てはめて違憲性を判断する手法である。
この手法はアメリカ合衆国において判例法理により確立された理論である。

#### 目的-手段審査
審査基準論では、特に、法令による規制の目的と手段に着目して審査がなされるが、これを「目的-手段審査」という。
この審査では、規制目的の重要性を審査する「目的審査」と、規制手段における規制目的との関連性を審査する「手段審査」の2段階で行われる。
このうち、規制手段における規制目的との関連性とは、規制目的からして規制手段が見合ったものといえるかの審査であり、さらに「手段の適合性」と「（狭義の）比例性」の観点に分かれる。
「手段の適合性」とは、規制手段と規制目的の間の因果関係の強固さ、を指す。それに対して、「（狭義の）比例性」とは、（先述の#憲法解釈の方法としての「利益衡量」として）規制目的が達せられる利益と規制手段により失われる利益の権衡（バランス）を意味する。

#### 違憲審査基準
違憲審査基準は、「目的-手段審査」の各観点について、求められる審査の密度を織り込み、定式化した基準である。
違憲審査基準には、以下の3つがある。
- 厳格審査基準
- 中間審査基準（厳格な合理性の基準）
- 合理性基準（最小限基準）

| 違憲審査基準 | 審査の厳格さ | 審査の観点       | 審査の観点               | 審査の観点                         | 審査の観点                             |
| ------------ | ------------ | ---------------- | ------------------------ | ---------------------------------- | -------------------------------------- |
| 違憲審査基準 | 審査の厳格さ | 目的審査         | 手段審査                 | 手段審査                           | 手段審査                               |
| 違憲審査基準 | 審査の厳格さ | 目的の重要性     | 目的と手段の関連性       | 手段の適合性                       | （狭義の）比例性                       |
| 厳格審査基準 | 高い         | やむを得ない目的 | 唯一といえるほどの関連性 | 規制目的の達成に必要不可欠         | 必要最小限度                           |
| 中間審査基準 | 中程度       | 重要な目的       | 実質的関連性             | 規制目的のために社会通念上相当     | 社会通念上相当とされる程度             |
| 合理性基準   | 低い         | 正当な目的       | 合理的関連性             | 規制目的の達成に少なくとも寄与する | 著しく不合理であることが明白でない程度 |

##### 厳格審査基準
厳格審査基準では、規制目的が「やむを得ない」ものであり、また、規制手段が規制目的の達成に「唯一といえるほどの関連性」が要求される。
このうち、「唯一といえるほどの関連性」とは、「必要不可欠」かつ「必要最小限度」であることが要求される。

##### 中間審査基準
中間審査基準（厳格な合理性の基準）では、規制目的の「重要性」と、規制目的と規制手段との間に「実質的関連性」が要求される。
このうち、「実質的な関連性」とは、規制手段が規制目的の達成のために社会通念上相当な方法といえ、かつ、その規制による制約も社会通念上相当な程度であることを要する。

##### 合理性基準
合理性基準（最小限基準）では、規制目的の「正当性」と、規制目的と規制手段との間に「合理的関連性」が要求される。
このうち、「合理的な関連性」とは、規制手段が規制目的の達成に少なくとも寄与するものといえ、かつ、その規制による制約も著しく不合理であることが明白でない程度であることを要する。

#### 審査の過程
審査基準論による審査は、以下の流れで行われる。
1. 法令によって制約される権利を確認する
2. その制約の態様を確認する
3. 上記1. と2. から審査基準を定立する
4. 立法事実を審査基準にあてはめる（目的-手段審査）

##### 審査基準の定立
審査基準論において、どの基準を用いるかの選択は、すなわち審査の厳格さを決定づけるため、その結論を左右する重要な段階である。
そして、特にアメリカ合衆国や日本の判例法理をもとに、基準の選択の目安となる理論が提示されている。
ただ、これらの理論は後述するように絶対的なものではないから、審査の対象とされる法令が制約する権利の性質や、その制約の態様を観察し、適切に基準を選択せねばならない。

###### 「二重の基準」論
「二重の基準」論とは、議論はあるものの、日本の一般的な学説においては、精神的自由権と経済的自由権を対比して、精神的自由権に分類されるような人権を制約する法令は、それ以外の経済的自由権等を制約する法令より、厳格な基準によって審査されるべきとする理論と説明される。つまり、特段の事情がない限りは、精神的自由権を制約する法令には合理性基準は見合わず、また、特別の理由付けがなければ経済的自由権を制約する法令に厳格審査基準を適用するのは難しいといえる。
ただし、この理論も万能ではない。例えば、経済的自由権の代表例といえる経済的自由権も、（「薬局距離制限事件」上告審判決の解釈によれば）精神的自由権としての要素を少なからず含むことになるなど、常にその切り分けが単純に行えるものではない。

###### 規制目的二分論
「二重の基準」論から進んで、日本では、経済的自由権として低密度の審査が許されると解される権利に関する規制について、さらに、その規制の目的に着目して審査の厳格さを決定する「規制目的二分論」が従来から主張されており、日本の裁判所も採用したのではないか、と言われてきた。
規制目的二分論においては、経済的自由権に対する規制を、その規制目的により危険の除去・安全の保護と言った消極目的を主眼とする規制（消極目的規制）と、社会政策的に弱者・少数者等を保護するなどの積極目的を主眼とする規制（積極目的規制）とに二分し、前者にはより厳格な審査が要求される一方、後者にはより緩やかな審査でよい、とするものである。
ただ、この理論については、規制の目的が消極的か積極的かの判断はより相対的であって、必ずしも規制目的二分論のみによっては審査基準を決定し得ない、と批判が寄せられている。特に、職業選択の自由（憲法第22条第1項）や財産権（憲法第29条第2項）では、判例上はこの理論によっていない、もしくは、放棄されたとする学説もみられる。
よって、「二重の基準」論と規制目的二分論を素直に適用して、精神的自由権には厳格審査基準が、経済的自由権への消極目的規制には中間審査基準が、積極目的規制には合理性基準がそれぞれ妥当する、という考え方は適切でない、といえる。

##### あてはめ
この段階では、定立された違憲審査基準に沿って、立法事実をあてはめ、違憲性を判断することになる。

###### 目的審査
この観点について、具体的に、判例において「やむを得ない」と言及された規制目的には、以下のものが挙げられる。
- 「公正な裁判の実現」
- 「空港の設置、管理などの安全確保」
- 被刑事収容者の「逃亡及び罪証隠滅の防止」
- 「監獄内の規律及び秩序の維持」

また、判例において「重要」とされた規制目的には、以下のものが挙げられる。
- 「国民の生命及び健康に対する危険の防止」
- 「租税の適正かつ確実な賦課徴収」

そして、「正当」な規制目的の例として、以下のものがあげられる。
- 「選挙の自由と公正の確保」
- 「行政の中立的運営」の確保と「国民の信頼」の維持

###### 「より制限的でない他の選びうる手段」（LRA）の法理
厳格審査基準や中間審査基準を適用した場合の手段審査において、しばしば、「より制限的でない他の選びうる手段」（LRA: Less Restrictive Alternative）の法理が持ち出されることがある。
この法理は、審査の対象となっている法令における権利の規制について、立法の際に選択肢となっていた別の規制によってもその規制目的を達成できる、また、その規制による権利の制約が小さい場合には、違憲とすることができる、という法理である。規制目的の達成のために別の選択肢があり、それがより良い手段であるならば、「唯一といえるほどの関連性」は当然に否定されるが、「実質的関連性」についても、より良い選択肢を選択しないことに社会通念上の相当性を認めることはできないため、その関連性が否定されるのである。

#### 特徴
審査基準論は、制約される権利の重要性に着目して審査の厳格さを操作する点が、単純な利益衡量論とは異なる。
審査基準論は、アメリカ合衆国において、権利の性質や侵害の態様と結びついて個別に裁判を通じて形成されたものであるから、基準のみを取り出して一般化することは本来の意味から外れ、また、過度に体系立てて整理しようとしても無理が生じる、との指摘がある。また、そもそも社会権などの領域は、アメリカ合衆国では議論そのものが存在しない、という問題もある。

#### 日本の裁判所による採用

##### 審査基準論に近いと考えられる事例
日本において、裁判所が明示的に審査基準論を採用した判例は見当たらないが、「二重の基準」論や目的-手段審査のような、審査基準論の根本の考え方に類似した判断枠組みを採ったと解される判例がある。そこで、ここでは、各判例の判旨を審査基準論の枠組みに立って紹介する。

###### 「薬局距離制限事件」上告審判決
審査基準論の根幹をなす「二重の基準」論や規制目的二分論を認めたのではないか、とされるのが、「薬局距離制限事件」の上告審判決（最大判昭和50年4月30日民集29巻4号572頁）である。
この訴訟では、薬局の開設許可の基準として適正配置規制（距離制限）を定めていた旧薬事法第6条第2項が、職業選択の自由を保障する憲法22条1項に違反するか、が争われた。
- 本判決は、まず、「職業は、人が自己の生計を維持するためにする継続的活動であるとともに、分業社会においては、これを通じて社会の存続と発展に寄与する社会的機能分担の活動たる性質を有し、各人が自己のもつ個性を全うすべき場として、個人の人格的価値とも不可分の関連を有する」のであるから、「ひとりその選択、すなわち職業の開始、継続、廃止において自由であるばかりでなく、選択した職業の遂行自体、すなわちその職業活動の内容、態様においても、原則として自由であることが要請される」ため、憲法22条1項は、「狭義における職業選択の自由のみならず、職業活動の自由の保障をも包含している」と判示し、職業活動の自由（営業の自由）も憲法22条1項の保障が直接に及ぶものとした[7]。

- そのうえで、本判決は、職業が「本質的に社会的な、しかも主として経済的な活動であつて、その性質上、社会的相互関連性が大きいものであるから、職業の自由は、それ以外の憲法の保障する自由、殊にいわゆる精神的自由に比較して、公権力による規制の要請が」強いと述べる。この議論はまさに「二重の基準」論の考え方そのものである、と読める。また、本判決は、職業の自由に対して「規制を要求する社会的理由ないし目的も、国民経済の円満な発展や社会公共の便宜の促進、経済的弱者の保護等の社会政策及び経済政策上の積極的なものから、社会生活における安全の保障や秩序の維持等の消極的なものに至るまで千差万別で、その重要性も区々にわたる」と判示した[7]。この箇所は、「規制目的二分論」のごとく、規制の目的を「積極目的」や「消極目的」に分けているとも解される。よって、これらの判示からすれば、職業の自由への積極目的規制には合理性の基準が、消極目的規制には中間審査基準が、それぞれ妥当しそうである。さらに、本判決は、薬局の開設が許可制であることに着目し、許可制は「職業の自由に対する強力な制限であるから、その合憲性を肯定しうるためには、原則として、重要な公共の利益のために必要かつ合理的な措置であることを要する」とし、また、殊に、その許可制が消極目的規制にあたるならば、「許可制に比べて職業の自由に対するよりゆるやかな制限である職業活動の内容及び態様に対する規制によつては右の目的を十分に達成することができないと認められることを要する」[7]と、LRAの法理をも採用するかのような議論をしている。

- 続いて、本判決は、旧薬事法の立案担当者が述べた適正配置規制の目的である「一部地域における薬局等の乱設による過当競争のために一部業者に経営の不安定を生じ、その結果として施設の欠陥等による不良医薬品の供給の危険が生じるのを防止すること」と「薬局等の一部地域への偏在の阻止によつて無薬局地域又は過少薬局地域への薬局の開設等を間接的に促進すること」を上げつつ、「前者がその主たる目的をなし、後者は副次的、補充的目的であるにとどまる」[7]とした。そして、ここから、適正配置規制は「主として国民の生命及び健康に対する危険の防止という消極的、警察的目的のための規制措置であり、そこで考えられている薬局等の過当競争及びその経営の不安定化の防止も、それ自体が目的ではなく、あくまでも不良医薬品の供給の防止のための手段であるにすぎない」[7]として、適正配置規制が消極目的規制にあたると解した。

つまり、これらの議論から、本判決は、「二重の基準」論と規制目的二分論を通じて、適正配置規制の審査には、中間審査基準及びLRAの法理を用いるべきものと判断した、と解される。
なお、本判決では、以上の議論を踏まえ、「薬局等の偏在によつて競争が激化している一部地域に限つて重点的に監視を強化することによつてその実効性を高める方途」がLRAとして考えられるとして、適正配置規制が憲法22条1項に違反し、違憲との判断を下した。

##### 最高裁判所による評価

###### 「猿払事件」上告審判決・「社会保険庁職員国家公務員法違反事件」上告審判決 千葉勝美裁判官補足意見
「猿払事件」は、国家公務員が政治活動を行う事を禁止している国家公務員法第102条等の諸規定が、表現の自由を保障する憲法第21条1項等に違反するかが争われた事案である。
本判決は、公務員を「全体の奉仕者」と位置付ける憲法第15条2項からの要請から、「行政の中立的運営が確保され、これに対する国民の信頼が維持されることは、憲法の要請にかなうものであり、公務員の政治的中立性が維持されることは、国民全体の重要な利益にほかなら」ず、「公務員の政治的中立性を損うおそれのある公務員の政治的行為を禁止することは、それが合理的で必要やむをえない限度にとどまるものである限り、憲法の許容するところ」とした。そのうえで、国家公務員法第102条により公務員の政治的行為「禁止の目的、この目的と禁止される政治的行為との関連性、政治的行為を禁止することにより得られる利益と禁止することにより失われる利益との均衡の三点から検討することが必要」と判示し、3点の総合衡量に基づき、国家公務員法第102条の規定は合憲であると判断した。
さて、ここで注目すべきは、本判決を引用した「社会保険庁職員国家公務員法違反事件」上告審判決における千葉勝美裁判官補足意見である。
同意見は、「猿払事件」上告審判決が示した基準の評価として、「近年の最高裁大法廷の判例においては、基本的人権を規制する規定等の合憲性を審査するに当たっては、多くの場合、それを明示するかどうかは別にして、一定の利益を確保しようとする目的のために制限が必要とされる程度と、制限される自由の内容及び性質、これに加えられる具体的制限の態様及び程度等を具体的に比較衡量するという『利益較量』の判断手法を採ってきており、その際の判断指標として、事案に応じて一定の厳格な基準（明白かつ現在の危険の原則、不明確ゆえに無効の原則、必要最小限度の原則、LRAの原則、目的・手段における必要かつ合理性の原則など）ないしはその精神を併せ考慮したものがみられる。」「また、これらの厳格な基準のどれを採用するかについては、規制される人権の性質、規制措置の内容及び態様等の具体的な事案に応じて、その処理に必要なものを適宜選択して適用するという態度を採っており、さらに、適用された厳格な基準の内容についても、事案に応じて、その内容を変容させあるいはその精神を反映させる限度にとどめるなどしており」「基準を定立して自らこれに縛られることなく、柔軟に対処している」と述べている。
つまり、同意見は、最高裁判所は、「二重の基準」論や規制目的二分論を機械的に当てはめて審査基準を設定するような枠組みは用いておらず、あくまでも利益衡量論をベースとし、必要に応じて審査の厳格さを高めているに過ぎないというのである。

### 三段階審査論

#### 審査の過程
1. 権利の保護範囲の確定
2. 制限の有無の判断
3. 正当化の可否[10]

##### 正当化
規制目的と規制手段との関係についての比例原則による審査が行われ、具体的には、
- 手段の適合性（目的達成にとって有用か否か）
- 手段の必要性
- 狭義の比例性（規制によって得られる利益と失われる利益の均衡）[10]

#### 特徴
三段階審査論は、利益衡量論に馴染んだ現実の日本の裁判所の思考プロセスに沿う部分（特に正当化の段階における比例性の検討）もあり、判決をよりよく説明しうる可能性があるとされる。ただ、審査基準論の輸入以前の単純な利益衡量論への先祖がえりを肯定するおそれがある、との指摘もある。

## 適用違憲審査の手法

### 利益衡量論
先に述べた利益衡量論の手法は適用違憲審査にも用いられる。

#### 実例

##### 博多駅テレビフィルム提出命令事件
例えば、取材活動の自由が争点となった博多駅テレビフィルム提出命令事件は、適用違憲審査に利益衡量論が採用された典型例である。
この事件は、全学連学生らと機動隊員らが衝突した「博多駅事件」に際し、機動隊員らに特別公務員暴行陵虐罪・職権濫用罪（刑法195・194条違反）があったかが争われた裁判で、福岡地裁が地元福岡のテレビ局4社（NHK福岡放送局・RKB毎日放送・九州朝日放送・テレビ西日本）に対し、事件当日のフィルムにつき、刑事訴訟法第99条2項に基づく提出命令を出したところ、4社が「憲法第21条に違反」「必要性に関する判断、考量を誤つた違法がある」として通常抗告を行った事案である。
この事案につき、最高裁判所は、まず、「事実の報道の自由は、表現の自由を規定した憲法21条の保障のもとにある」「また、このような報道機関の報道が正しい内容をもつためには、報道の自由とともに、報道のための取材の自由も、憲法21条の精神に照らし、十分尊重に値いする」としながら、「取材の自由といつても、もとより何らの制約を受けないものではなく、たとえば公正な裁判の実現というような憲法上の要請があるときは、ある程度の制約を受けることのあることも否定することができない」と論じた。そして、「報道機関の取材の自由が妨げられる程度およびこれが報道の自由に及ぼす影響の度合その他諸般の事情を比較衡量して決せられるべきであり、これを刑事裁判の証拠として使用することがやむを得ないと認められる場合においても、それによつて受ける報道機関の不利益が必要な限度をこえないように配慮されなければならない」と、利益衡量論によることを述べている。

### 文献
1. 1 2 3 4 5 6 7 8 9 10 11  渋谷, 秀樹『憲法 = Japanese constitutional law』（第3版）有斐閣、2017年4月30日。ISBN 978-4-641-22723-1。
2. 1 2 3 4 5  本, 秀紀、愛敬, 浩二、伊藤, 雅康、植松, 健一、植村, 勝慶、大河内, 美紀、塚田, 哲之 著、本, 秀紀 編『憲法講義』日本評論社、2022年3月31日。ISBN 9784535525634。
3. 1 2  最高裁判所大法廷判決 昭和41年10月26日  刑集第20巻8号901頁、昭和39(あ)296、『郵便法違反教唆被告事件』。
4. 1 2  最高裁判所第三小法廷判決 令和4年2月15日 民集第76巻2号190頁、令和3(行ツ)54、『公金支出無効確認等請求事件』。
5. ↑  毛利, 透「大阪市ヘイトスピーチ対処条例の合憲性」『新・判例解説 Watch』憲法第200号、2022年4月28日、1-4頁、LEX/DB 文献番号 25571948、2024年7月13日閲覧。
6. ↑  芦部, 信喜、高橋, 和之『憲法』（第8版）岩波書店、2023年9月、247-252,256-258頁。ISBN 9784000616072。
7. 1 2 3 4 5 6  最高裁判所大法廷判決 昭和50年4月30日 民集第29巻4号572頁、昭和43(行ツ)120、『行政処分取消請求事件』。
8. ↑  最高裁判所大法廷判決 昭和49年11月6日  刑集第28巻9号393頁、昭和44(あ)1501、『国家公務員法違反被告事件』。
9. ↑  最高裁判所第二小法廷判決 平成24年12月7日 刑集第66巻12号1337頁、平成22(あ)762、『国家公務員法違反被告事件』。
10. 1 2  佐藤, 幸治『日本国憲法論』（第2版）成文堂、2020年9月20日、86頁。ISBN 978-4-7923-0672-4。